# Eberhard Willich
Eberhard Willich (* 19. Februar 1919 in Stuttgart; † 20. September 2020 in Heidelberg) war deutscher Kinderradiologe und gilt als einer der Pioniere der europäischen Kinderradiologie.

## Leben
Eberhard Willich wurde in Stuttgart als ältester Sohn eines Offiziers geboren. Nach der Schulausbildung an fünf verschiedenen humanistischen Gymnasien studierte er Medizin und legte 1943 in Berlin das Staatsexamen ab. Im selben Jahr promovierte er in Tübingen über die kongenitale Lungenzyste. Als Absolvent der Militärärztlichen Akademie Berlin wurde er Sanitätsoffizier (=Militärarzt).
Im Zweiten Weltkrieg war er als Truppenarzt eingesetzt und geriet in eine 4-jährige russische Gefangenschaft. 1949 setzte er seine medizinische Weiterbildung zunächst in der Pädiatrie fort. Diese schloss er 1956 an der Städtischen Kinderklinik in Bremen erfolgreich ab und wechselte dann an das Zentral-Röntgeninstitut des Hauses, wo er 1962 mit dem Facharzt für Radiologie seine Weiterbildung abschloss.
Willichs entscheidender Mentor war Lutz Schall, der damalige Direktor der Bremer Kinderklinik, dessen besonderes Interesse, seit seiner eigenen radiologischen Weiterbildung in den 20er Jahren, der Kinderradiologie galt. Er beauftragte Willich mit dem Aufbau der Röntgenabteilung der Bremer Kinderklinik. Zusammen entwickelten sie 1962 ein Zusatzgerät für die Röntgenuntersuchung von Säuglingen und Kleinkindern, das Paidoskop (Fa. Koch und Sterzel KG, Röntgenwerk Essen).
1965 wurde er mit dem Preis und dem Stipendium der Bremer Stiftung zur Förderung der Wissenschaften der Universität ausgezeichnet. Ab 1969 übernahm er die Leitung der Röntgenabteilung der Universitätskinderklinik Heidelberg, die er zu internationalem Ruf führte. 1970 erfolgte seine Habilitation mit dem Thema: „Kardiafunktion im Kindesalter – manometrische, kinematographische und pharmakoradiologische Untersuchungen“. Er wurde 1973 auf die C3-Professur für Pädiatrische Radiologie der Universität Heidelberg berufen und ging 1984 in Ruhestand.
Als „Brückenbauer“ nahm er Beziehungen zu den damaligen „Ostblockstaaten“ Polen, Tschechoslowakei und Ungarn auf, die ihm die Ehrenmitgliedschaft der Radiologischen Gesellschaften verliehen. Aufgrund seiner russischen Sprachkenntnisse konnte er durch die Vermittlung des DAAD (Deutscher Akademischer Austauschdienst) und der DFG (Deutsche Forschungsgemeinschaft) zwei Vortragsreisen in die Sowjet-Union (1978: Moskau-Leningrad, 1983: Moskau-Kiew) unternehmen, ferner Kinderradiologen der Ostblockländer zu den „Westkongressen“ einladen.
In seiner 10-jährigen Tätigkeit als erster Vorsitzender der Gesellschaft für Pädiatrische Radiologie (GPR) hat er die Voraussetzungen für die Anerkennung dieses Schwerpunktes geschaffen.
In über 300 Publikationen, Lehr- und Handbuchbeiträgen, Monographien und drei Lehrbüchern hat er sich mit der Kinderradiologie wissenschaftlich auseinandergesetzt, wobei ihm Lehre und Fortbildung besonders am Herzen lagen.
Er war Mitherausgeber der Fachzeitschrift Der Radiologe, in der Schriftleitung des Zentralblatts für Kinderheilkunde und im Editorial Board des Journals Pediatric Radiology. Er ist Ehrenmitglied der European Society of Pediatric Radiology, der Gesellschaft für Pädiatrische Radiologie und der Deutschen Röntgengesellschaft.

## Schriften (Auswahl)
Bücher und Buchbeiträge:
- E. Willich, G. Benz-Bohm: Die gynäkologische Röntgenuntersuchung in der Pädiatrie. In: L. Diethelm, F. Heuck, O. Olsson, F. Strnad, H. Vieten, A. Zuppinger (Hrsg.) Handbuch der Medizinischen Radiologie XIII/2. Springer, Berlin Heidelberg (1980)
- E. Willich, P. Georgi, H. Kuttig, W. Wenz (Hrsg.): Radiologie und Strahlenschutz einschließlich neuer bildgebender Verfahren. In: 4. Aufl. Springer, Berlin Heidelberg (1988)
- E. Willich: Ösophagus. In: W. Schuster, D. Färber (Hrsg.) Kinderradiologie 2 Bildgebende Diagnostik. 2. Aufl. Springer, Berlin  Heidelberg (1. Aufl. 1990)
- E. Walter, E. Willich, W. R. Webb (Eds): Medical Radiology. The Thymus. Diagnostic Imaging, Funktions and Pathologic Anatomy. Springer, Berlin Heidelberg (1992)
- K. D. Ebel, E. Willich, E. Richter (Hrsg.): Differentialdiagnostik in der Pädiatrischen Radiologie. Band I und II, Thieme, Stuttgart (1995) (auch englische und französische Auflage)
- E. Willich: Mediastinum. In: G. Benz-Bohm (Hrsg.): RRR Kinderradiologie. Thieme, Stuttgart 1997 (2. Aufl. 2005)

Aufsätze:
- E. Willich: Röntgendiagnostik der Anomalien des unteren Harntrakts im frühen Kindesalter. In: RoeFo 1962; 96: 245–59
- E. Willich, G. L. Horney: Die metaphysären Aufhellungslinien im Säuglingsalter. In: Ann Paediatr 1963; 200: 450–61
- L. Schall, E. Willich: Das Paidoskop, ein Universalgerät für die Röntgenuntersuchung von Kindern jeden Alters. In: RoeFo 1963; 99: 559–64
- E. Willich: A new pulmonary manifestation of listeriosis in newborn babies: the interstitial pneumonopathy. In: Ann Radiol (Paris) 1967; 10(3): 285–8
- E. Willich, J. G. Kundert: Chylothorax in the newborn. Radiological findings. In: Ann Radiol (Paris) 1971; 14(3): 155–60
- E. Willich: Oesophagusmanometrie im Kindesalter. Indikationen, Ergebnisse, Wertung. In: Radiologe 1971; 11(9): 321–7
- E. Willich, U. Fuhr, W. Kroll: Die Skelettveränderungen beim Down Syndrom. Korrelation rontgenologischer und zytogenetischer Befunde. In: Roefo 1977; 127(2): 135–42.
- E. Willich, R. G. Appell, W. E. Brandeis: Skelettmanifestationen von malignen, nicht ossären Tumoren im Kindesalter (Review). In: Radiologe 1985; 25(4): 166–76.
- E. Willich, H. Kuttig, G. Pfeil, P. Scheibel: Wirbelsäulenveränderungen nach Bestrahlung wegen Wilms-Tumor im Kindesalter. Retrospektive interdisziplinäre Langzeitstudie an 82 Kindern. In: Strahlenther Onkol 1990; 166(12): 815–21